# Martin Riggs
Pour les articles homonymes, voir Riggs.
Martin Riggs, dit « L'Arme fatale », est un personnage de fiction créé par Shane Black dans le film L'Arme fatale réalisé par Richard Donner en 1987. Il est interprété par Mel Gibson au cinéma et par Clayne Crawford dans la série télévisée. Son coéquipier est Roger Murtaugh (interprété par Danny Glover dans les films et par Damon Wayans dans la série).

## Biographie fictive

### Films
Martin Riggs est né le 16 octobre 1950. En 1969, il rejoint l'Armée de terre des États-Unis à l'âge de 19 ans en tant que membre des Forces spéciales. Il y reçoit un entraînement spécialisé en armement et en combat à mains nues. Ces compétences lui seront très utiles lorsqu'il deviendra officier de police. La majeure partie du temps passé par Riggs au sein des Forces spéciales s'est déroulée lors de la guerre du Vietnam, où il a servi en tant que tireur d'élite dans le cadre du Programme Phoenix dirigé par la CIA. Ce talent particulier travaillera plus tard sa conscience. À Saïgon, il croise les membres d'une unité spéciale, la Shadow Company. Il semble qu'elle ne l'a pas impressionné. En 1974, il est affecté à la Newton Division Patrol, puis à la Wilshire Vice en 1981. Deux ans plus tard, en 1983, il intègre la division des narcotiques. 
En octobre 1984, sa femme Victoria Lynn, avec qui il était marié depuis onze ans, meurt dans un accident de voiture. Ce drame le met au désespoir. À cette époque, il ignore qu'il s'agit en réalité d'un meurtre. Fou de douleur et de colère, il met régulièrement sa vie en danger volontairement, espérant secrètement que quelqu'un mette un terme à sa souffrance en le tuant, mais se révèle incapable d'aller lui-même jusqu'au suicide. Cette attitude a des conséquences dans son travail puisqu'il n'hésite pas à s'engager dans des situations extrêmes et à relever les défis que peuvent lui tendre les malfaiteurs.
En 1987, une rencontre va bouleverser sa vie. Dans le premier volet de la série, Riggs est transféré de la division des narcotiques à celle des homicides à la suite d'une fusillade. Ses supérieurs lui imposent alors de faire équipe avec le sergent Roger Murtaugh (Danny Glover) dans l'espoir que l'influence de ce policier plus vieux et plus réfléchi le maintienne sur de bons rails.
Après un départ plutôt rude, les deux hommes finissent par devenir amis, même si Riggs ne cesse jamais de lui taper sur les nerfs. Roger finit même par l'intégrer dans sa famille, comme Riggs l'avoue lui-même. Les deux hommes collaborent ensemble pour sauver Rianne, la fille de Murtaugh kidnappée par des trafiquants de drogues et des mercenaires. Cet évènement marque le début d'une amitié indéfectible.
En mars 1988, Riggs fait la connaissance de Rika Van Den Haas, l'assistante d'Arjen Rudd, un diplomate sud-africain soupçonné d'être à la tête d'une organisation criminelle, que lui et Murtaugh poursuivent. Il semble que Rika soit la première aventure que connaît Riggs depuis la mort de sa femme. Malheureusement celle-ci est assassinée par les hommes de main de Rudd. Juste avant de retrouver le corps de la jeune femme, Riggs apprend que Rudd avait déjà ordonné sa mort, mais c'est sa femme Victoria Lynn qui a été tuée par erreur. Après s'être vengé de la mort de sa femme ainsi que de celle de Rika, Riggs met finalement ses démons de côté et commence véritablement à profiter de la vie et à sortir de son état suicidaire.
En 1992, il rencontre, au cours d'une enquête, l'agent Lorna Cole (Rene Russo) de l'inspection générale des services. Si leurs premiers échanges sont très tendus, une comparaison de leurs cicatrices respectives, résultats de coups de couteaux ou armes à feu, va briser la glace. Riggs tombe amoureux d'elle et décide de s'installer avec elle. En 1998, il est promu capitaine pour une courte période. Lorna lui donne une fille.

### Série télévisée
Dans la série télévisée du même nom, Martin Riggs est originaire du Texas et a été militaire dans les forces spéciales de la Marine des États-Unis. Il travaille dans le bureau du shérif El-Paso au Texas, dans la brigade anti-drogue. Il perd sa femme, Miranda, morte dans un accident de voiture et enceinte de neuf mois. Ce drame le plonge dans un profond désespoir, où il passe son temps à boire de l'alcool pour noyer son chagrin. 6 mois plus tard, il déménage à Los Angeles et vit seul dans une caravane située sur la plage, où sa défunte épouse se rendait pour se couper du monde. Il est engagé au département de police de la ville par le capitaine Brooks Avery, et doit faire équipe avec le sergent Roger Murtaugh, en espérant que travailler aux côtés d'un collègue expérimenté, vieux et réfléchi l'aiderait à se remettre sur de bons rails. Dans le même temps, il consulte la psychiatre de la police, Maureen Cahill, qui le pousse à se confier davantage. Durant les enquêtes, il a plutôt tendance à prendre des risques inconsidérés, en mettant volontairement sa vie en danger, espérant secrètement que quelqu'un mette un terme à sa souffrance en le tuant, car il est incapable d'aller lui-même jusqu'au suicide. Par ailleurs, les aventures de ce duo improbable, mais efficace se termine parfois par des dégâts financiers, au grand dam de leur capitaine.
Après un départ plutôt houleux, les deux hommes deviennent amis et Roger décide de présenter son coéquipier à sa famille : Trish Murtaugh, son épouse qui est avocate et ses trois enfants, Riana, RJ et Harper, qui l'acceptent comme nouveau membre de la famille. Au cours d'une enquête, il fait la rencontre de Karen Palmer, une inspectrice de la DEA, avec qui il entamera des relations sans lendemain, jusqu'à ce que cette dernière décide de quitter la ville. Occupant illégalement la plage avec sa caravane, celle-ci lui est retirée. Roger lui propose de l'héberger chez lui, mais refuse au départ, puis finit par changer d'avis (mettant sa caravane dans le garage de son partenaire). Les deux hommes rencontrent ensuite Leo Getz, un avocat. Plus tard, il apprend que son beau-père, Ronnie Delgado, qui travaille comme procureur de la ville, a une part de responsabilité dans la mort de sa fille, car Flores, un mafieux mexicain, l'a mis sur écoute et Delgado n'avait d'autres choix que se plier aux volontés du mafieux, pour protéger ses enfants et petits-enfants, qui le fait chanter. Pour venger la mort de Miranda, il se rend au Mexique, rejoint plus tard par Roger Murtaugh. Il terrasse les hommes de main de Flores, capture ce dernier, l'enferme dans un coffre pour l'emprisonner en Amérique, mais Flores est abattu. Il retrouve deux amis d'enfance, Molly Hendricks & Jake Voss, qui ont eu un fils ensemble : Ben. Il aide ce dernier à sortir de prison, mais découvre que celui-ci continue ses activités illégales après avoir retrouvé sa liberté. Ayant la possibilité de l'arrêter, il le laisse partir, lui étant redevable pour ce qu'il a fait pour lui par le passé. En effet, Jake a fait de la prison à sa place pour la tentative d'assassinat sur son père, Nathan. Il raconte à Maureen Cahill son enfance, ainsi que sa relation houleuse avec son père depuis le décès de sa mère, morte d'une maladie. Il rend, un jour, visite à son beau-père en prison, mais ce dernier se fait poignarder par un des prisonniers et décède des suites de ses blessures.
Un jour, Molly finit par l'embrasser, mais il lui explique les raisons pour lesquelles il ne peut pas se mettre en couple avec elle. Bien qu'il s'investisse dans la vie du fils de son amie, lorsqu'il apprend que son père a fait abattre Chuck Norris, le chien qu'il avait offert au jeune garçon, il prend la fuite et retourne dans sa caravane au lieu de s'expliquer avec Molly. Il rend visite à son paternel en prison et lui annonce qu'il le tuera une fois sorti. Quelques mois plus tard, se rendant compte avoir laissé passer sa chance avec Molly, à cause de la mauvaise influence de son père, il finit par se donner une chance avec elle et se met en couple avec cette dernière. Son père revient dans sa vie, lui rend des services, puis finit par sortir de prison. Il apprend également avoir un demi-frère, Garrett, qui est également devenu un criminel. Son père capture Trish, la femme de Roger, qui l'oblige à faire une transaction illégale. Roger & lui finissent par la récupérer, livrant Garrett à son père. Au lieu de le laisser s'enfuir, il affronte Nathan, puis parvient à le tuer en le frappant à la tête avec une pierre. Alors qu'il s'apprête à emménager au Texas avec Molly & Ben, il se rend une dernière fois sur la tombe de sa défunte épouse, avant de recevoir une balle dans la poitrine par son demi-frère. 
Dans le premier épisode de la saison 3, Martin Riggs est transporté à l'hôpital de Los Angeles, mais meurt de la balle reçue par son demi-frère, qui s'est suicidé de son côté.

## Description

### Physique
Martin Riggs a environ trente ans. Dans les trois premiers volets de la franchise L'Arme fatale, il porte les cheveux jusqu'à hauteur d'épaules. En revanche, dans L'Arme fatale 4, il semble qu'il ait voulu adopter une coupe plus conventionnelle pour les forces de l'ordre.
Riggs porte également des bottes avec un tatouage sur le bras droit représentant un serpent enserrant un poignard planté dans un cœur, souvenir qu'il garde de la guerre du Viêt Nam.

### Personnalité
Pour agacer Murtaugh, Riggs aime de temps en temps lui laisser croire qu'il s'intéresse à sa fille Rianne. En réalité, il ne ressent que des sentiments paternels pour elle. Ainsi, dans L'Arme fatale 3, lorsqu'il la croit en danger, il se précipite pour se porter à son secours.  

### Armes et techniques de combat
À travers les quatre films, Riggs pratique les arts martiaux, dont le Ju-jitsu, le Judo et la boxe anglaise. Il possède un Beretta 92, son arme de prédilection; bien qu'il n'hésite pas à emprunter une mitraillette HK MP5 ou un fusil d'assaut AK-47 d'un ennemi mis hors d'état de nuire, si plus de puissance de feu est nécessaire. Il utilise également brièvement un fusil de précision HK MSG90 dans le premier film. Riggs est un tireur émérite grâce à son excellente vision et la sûreté de ses gestes. Toujours dans le premier film, il stupéfie son partenaire Murtaugh lors d'un entraînement de tir. De même, il lui avoue qu'il a un jour au Laos abattu un homme à « plus de onze cent mètres de distance. Un coup de fusil par grand vent ». Selon lui, seulement huit ou dix hommes au monde auraient pu réussir ce tir. 
Riggs est capable de se déboîter l’épaule volontairement. Cette technique le sauvera de la noyade dans le deuxième volet. 

## Création du personnage
Martin Riggs est incarné par l'acteur Mel Gibson qui a été engagé par le producteur Joel Silver. Richard Donner l'appréciait beaucoup et avait auparavant déjà voulu l'engager pour jouer Étienne Navarre dans Ladyhawke, la femme de la nuit (finalement interprété par Rutger Hauer). Selon le magazine Vanity Fair du mois de juin 2007, Bruce Willis avait été pressenti pour être Martin Riggs. 
Dès qu'il reçut le scénario, Mel Gibson accepta immédiatement d'interpréter le rôle de Martin Riggs. Il trouvait que le personnage de Martin Riggs lui ressemblait beaucoup et déclara à ce sujet : « Je ne suis certes pas tout à fait comme lui, mais je comprends très bien son côté excessif. Je ne pourrai jamais avoir un tel comportement suicidaire, je ne m'amuserai pas non plus à sauter du haut des buildings. ». Pour se préparer au rôle, il perdit du poids, se mit aux arts martiaux et demanda aux policiers de Hollywood de l'aider à connaître leur quotidien. En compagnie de Danny Glover, il accompagna les patrouilles de jour et celles de nuit. Gros fumeur comme son personnage, il connut un problème de santé assez grave durant le tournage. Il dut porter un masque à oxygène durant un certain nombre de jours. Cet incident fut tenu au secret par les producteurs « pour ne pas ternir l'image du personnage invincible que jouait Mel ». 
À la satisfaction de Richard Donner, Mel Gibson s'impliqua dans la création du rôle et n'hésita pas à modifier certaines attitudes du personnage. Ainsi, lors de la scène où Martin Riggs tente de suicider sur son canapé, Mel Gibson décida d'enfoncer le révolver dans sa bouche, ce qui n'était pas prévu dans le scénario. Richard Donner et l'équipe de tournage étaient stupéfaits : « Je regardais la scène sur un moniteur placé à l'extérieur du camion. Je n'en croyais pas mes yeux […] Mel n'avait pas prévenu l'armurier de son intention ! […] La tension était telle que deux filles de l'équipe éclatèrent en sanglots. […] ». De même, il improvisa un grand nombre de répliques pour rendre le personnage de Martin Riggs plus violent : « Je voulais rendre le personnage plus vivant. Ce type avait tant souffert qu'il fallait absolument le mettre en lumière, comme dans un drame shakespearien. ».
Pour le premier L'Arme fatale, il reçut un salaire fixé à 1,2 million de dollars. En 1998, le cachet se montait à  40 millions pour le 4e volet de la franchise.

## Œuvres où le personnage apparaît

### Films
- L'Arme fatale (Richard Donner, 1987) avec Mel Gibson (VF : Jacques Frantz)
- L'Arme fatale 2 (Richard Donner, 1989) avec Mel Gibson (VF : Jacques Frantz)
- L'Arme fatale 3 (Richard Donner, 1992) avec Mel Gibson (VF : Jacques Frantz)
- L'Arme fatale 4 (Richard Donner, 1998) avec Mel Gibson (VF : Jacques Frantz)

### Télévision
- L'Arme fatale (2016) avec Clayne Crawford

### Jeu vidéo
- Lethal Weapon (en) (Nintendo, 1992)